# 김용한 (1990년)
김용한(한국 한자: 金容漢, 1990년 7월 30일 ~ )은 대한민국의 전 축구 선수이며, 포지션은 수비수였다.